# Fredensborg
Fredensborg è un centro abitato danese situato nella regione di Hovedstaden nel comune omonimo di cui è capoluogo.
La cittadina è situata circa 15 km a sudovest di Helsingør e fino alla costruzione del castello di Fredensborg (1720–1722) era un minuscolo villaggio dal nome Østrup.
Lungo Slotsgade, la via che porta al castello, si trovano numerose ville ed edifici risalenti al XVIII secolo, alcuni di questi sono sottoposti a tutela.